# ريتشارد إتش كاتس
ريتشارد إتش كاتس (بالإنجليزية: Richard H. Katz)‏ هو طبيب أمريكي، ولد في 1942.